# ウルム爆撃
ウルム爆撃（ウルムばくげき）は、第二次世界大戦中にドイツのバーデン＝ヴュルテンベルク州南部の都市ウルムに対して短期間に集中的に行われた空襲。

## 概要
最初に行われた、そして最も被害が大きかった空襲は、1944年12月17日に行われたもので、死者707人、負傷者613人の被害が発生し、約2万5000人が家を失った。マギルスとケースボーラー（Kässbohrer）の2つの貨物自動車工場が最初の標的とされた。市には、他にもいくつかの重要産業やドイツ国防軍の兵舎や兵站があった。市の中心部・大聖堂前広場（Münsterplatz）から工業地帯や鉄道がある地域を通って、西部に抜けるコースを通った、25分間の空襲で315機のアブロ ランカスター爆撃機と13機のデ・ハビランド モスキート軽爆撃機が合計1449トンの爆弾を投下した。ガルビッツ兵舎や複数の軍病院など14施設にわたって破壊された。市の歴史的な建造物であるウルム大聖堂の被害は軽微であった。2機のランカスター爆撃機がドイツの高射砲によって撃墜された。
1945年3月1日と4月19日に続けて行われたイギリスとアメリカの空軍によって行われた空襲では、合計で632人が死亡した。終戦までに、ウルム市街地の81％が破壊された。1万2,756の建物の内無傷だったのは僅か1,763の建物だけだった。